# ۲۰۱۲: عصر یخبندان
«۲۰۱۲: عصر یخبندان» (انگلیسی: 2012: Ice Age) فیلمی در ژانر اکشن است که در سال ۲۰۱۱ منتشر شد. از بازیگران آن می‌توان به جولی مک‌کولو اشاره کرد.